# Терез
Терез (фр. Île Thérèse) — невеликий острів в Індійському океані, входить до групи Внутрішніх Сейшельських островів. Розташований на захід від острова Мае. Разом із сусіднім островом Консепшен входить до округу Порт-Глод.
Довжина острова становить 1,6 км, ширина — 700 м. Особливістю острова є дві скелясті гори, які своєю формою нагадують величезні сходи. Висота найвищої з них, піку Терез, становить 160 метрів над рівнем моря. На острові ростуть кокосові пальми. Південний берег острова захищає кораловий риф.
Незважаючи на те, що на острові немає постійного населення, його часто відвідують туристи, що захоплюються дайвінгом, рибальством, віндсерфінгом та водними лижами. На острові діє ресторан креольської кухні.